# New State Mobile
New State Mobile (anteriormente PUBG: New State) é um videojogo de estilo futurista multijogador online battle royale desenvolvido pela PUBG Studios e publicado pela Krafton. O jogo foi lançado em 11 de novembro de 2021, para iOS e Android através da App Store, Google Play Store e Galaxy Store. É a segunda parcela do universo PUBG, como uma sequência de PUBG:Battlegrounds e sua versão móvel.

## Jogabilidade
Em PUBG: New State, 100 jogadores são mobilizados pulando de um avião em uma remota ilha 8x8 chamada Troi, o mapa principal do jogo, para coletar suprimentos e lutar entre si enquanto lutam para sobreviver, com o último se tornando o vencedor. Troi se passa no ano de 2051 no norte dos Estados Unidos, com um ambiente futurista, prédios, arquitetura e monumentos. Novos recursos incluem drones, escudos balísticos, miras de neon, capacidade de balanceamento de combate, reviver companheiros de equipe mortos e "recrutar" inimigos abatidos. Os veículos incluem carros futuristas, buggies, motocicletas, lanchas e planadores.
PUBG: New State contará com objetos e estruturas interativas com janelas e portas destrutíveis, e os jogadores podem intercalar entre uma perspectiva de primeira e terceira pessoa. Ele contará com personalização de armas com diferentes seleções de modo de disparo, lançadores de granadas, alças, miras, silenciadores e outros tipos de acessórios de armas.
O jogo tem modos multiplayer 4v4 secundários, como o team deathmatch, onde até quatro carregamentos de armas podem ser selecionados. Ele também apresenta um mapa "Erangel" atualizado do PUBG original.

## Desenvolvimento
Em fevereiro de 2021, a PUBG Studios, uma divisão interna da Krafton (a empresa que publica o jogo) anunciou o desenvolvimento de um jogo com o codinome " PUBG: New State ", uma sequência e entidade separada de PUBG: Battlegrounds e sua versão mobile, ambientada em o futuro próximo (ano 2051) como parte do universo PUBG.
Em julho de 2021, a Krafton informou que o jogo ultrapassou 20 milhões de pré-registros apenas no Google Play. Em 28 de agosto, o teste alfa foi concluído após a execução em 28 países, e os desenvolvedores implementaram melhorias e correções com base no feedback dos usuários participantes. Em setembro de 2021, após a abertura do pré-registro para iOS, o jogo ultrapassou mais de 50 milhões de pré-registros combinados tanto no Google Play quanto na App Store.
De acordo com Krafton, o jogo incluirá "tecnologia de renderização de última geração" para trazer gráficos e iluminação aprimorados para uma nova geração de jogos para celular sem afetar o desempenho, e incluirá um "battle royale" realista e aprimorado, semelhante para PUBG: Campos de Batalha.
Em 27 de janeiro de 2022, foi anunciada uma mudança de nome, de " PUBG: New State " para " New State Mobile ". A mudança foi posteriormente efetivada em todas as plataformas.

## Lançamento
O jogo foi lançado mundialmente em 11 de novembro de 2021, para iOS e Android.